# Pales cyanea
Pales cyanea là một loài ruồi trong họ Tachinidae.